# Silvassa
Silvassa – miasto w zachodnich Indiach, w terytorium związkowym Dadra, Nagarhaweli, Daman i Diu. Liczy 29 tys. mieszkańców.